# K-pop-együttesek listája (1990-es évek)
Ez a lista az 1990-es években debütált K-pop-együtteseket sorolja fel. Ahol a feloszlás dátuma zárójelben van, azok az együttesek később újra visszatértek. 

## 1992

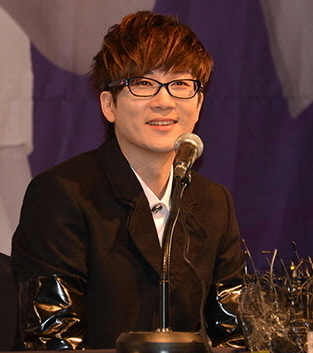
Szo Thedzsi

| Név                | Név                                   | Nem   | Ügynökség-kiadó | Feloszlott |
| Hivatalos átírt    | Hangul (magyaros)                     | Nem   | Ügynökség-kiadó | Feloszlott |
| ------------------ | ------------------------------------- | ----- | --------------- | ---------- |
| Seo Taiji and Boys | 서태지와 아이들 (Szo Thedzsiva aidul) | férfi | Bando Label     | 1996       |
| ZAM                | 잼 (Csem)                             | férfi | DSP Media       | 1996       |

## 1994

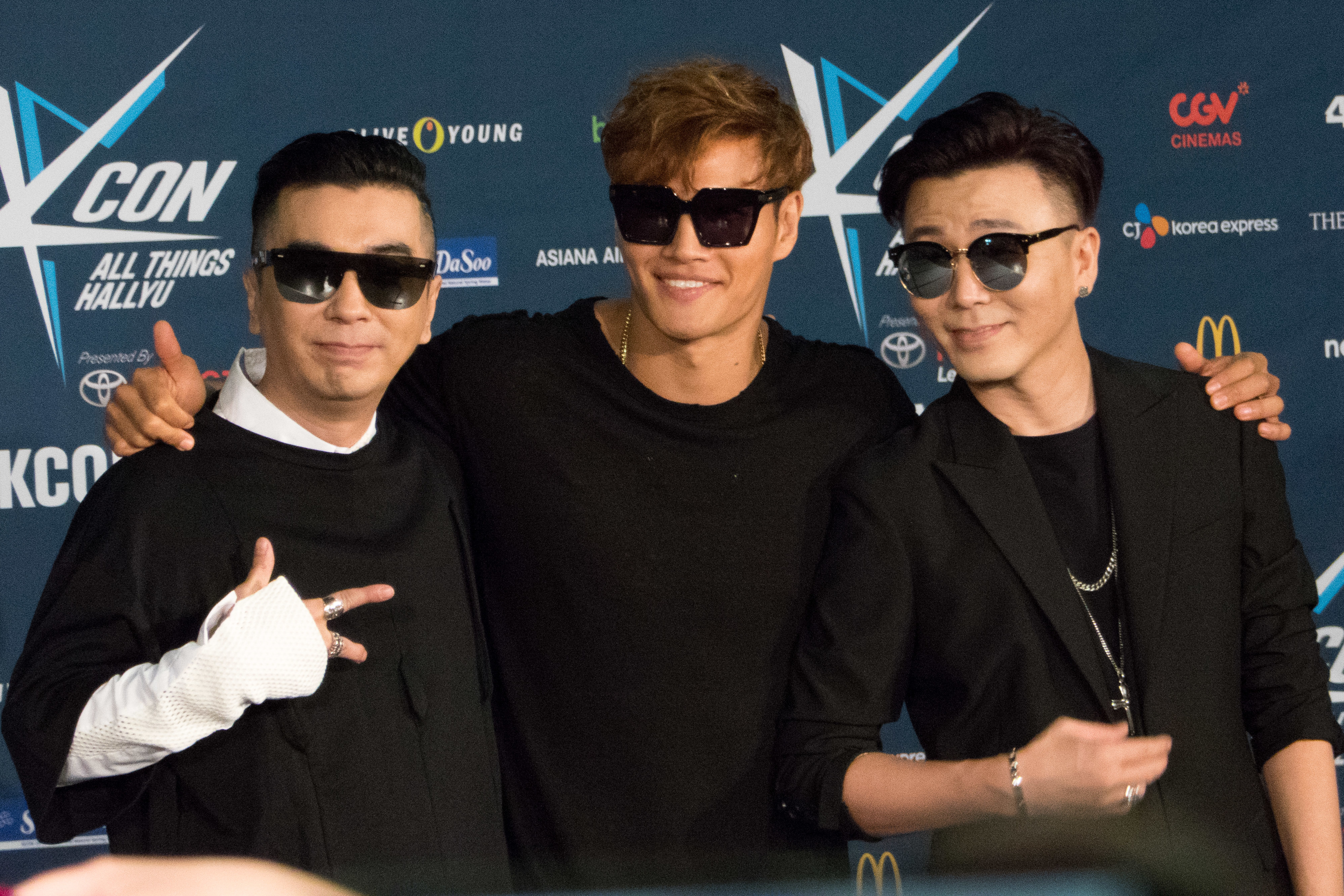
Turbo

| Név             | Név               | Nem    | Ügynökség-kiadó                  | Feloszlott |
| Hivatalos átírt | Hangul (magyaros) | Nem    | Ügynökség-kiadó                  | Feloszlott |
| --------------- | ----------------- | ------ | -------------------------------- | ---------- |
| MUE             |                   | vegyes | DSP Media                        | 1999       |
| Turbo           | 터보 (Thobo)      | férfi  | Star Music The Turbo Co. (2015–) | (2001)     |

## 1996
| Név                       | Név                                 | Tagok száma | Ügynökség-kiadó    | Feloszlott |
| Hivatalos átírt           | Hangul (magyaros)                   | Tagok száma | Ügynökség-kiadó    | Feloszlott |
| ------------------------- | ----------------------------------- | ----------- | ------------------ | ---------- |
| Young Turks Club (Y.T.C.) | 영 턱스 클럽 (Jong thokszu khullop) | vegyes      | N/A                | –          |
| H.O.T.                    | 에이치오티 (Eicshiothi)             | férfi       | S.M. Entertainment | 2001       |
| UP                        | 유피 (Juphi)                        | vegyes      | N/A                | 1999       |
| Keep Six                  | 킵식스 (Khipszikszu)                | férfi       | YG Entertainment   | 1996       |
| CB Mass                   | CB 매스 (CB meszu)                  | férfi       | 대영AV Daeyoung AV | 2003       |

## 1997

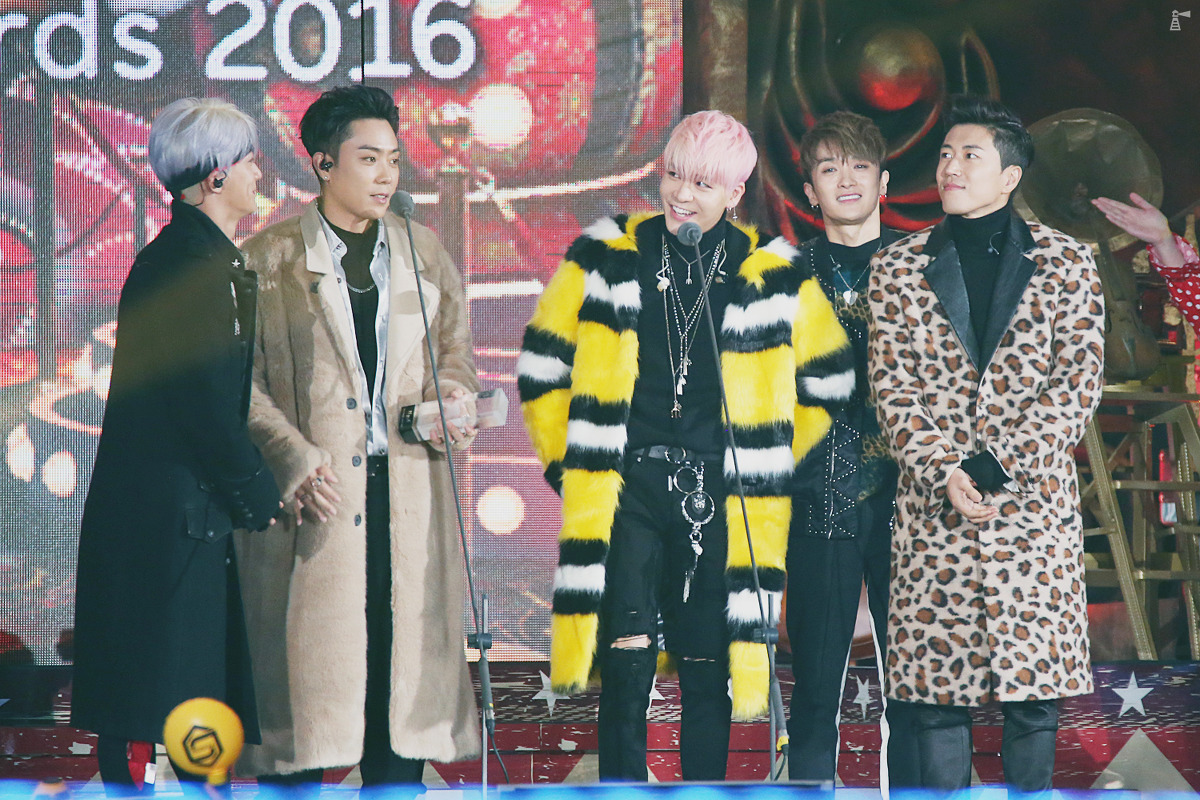
Sechs Kies

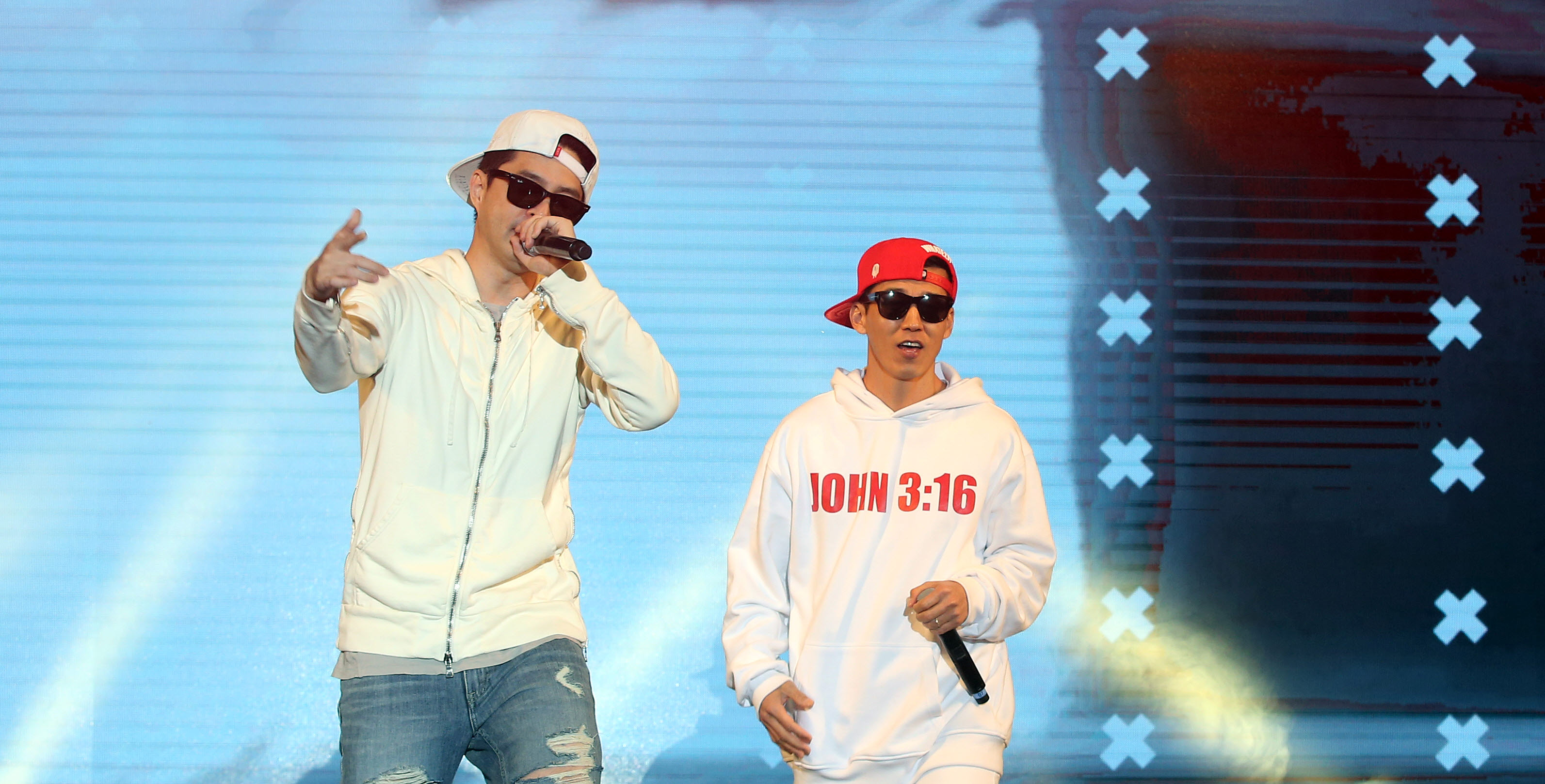
Jinusean

| Név             | Név                        | Nem    | Ügynökség-kiadó                    | Feloszlott |
| Hivatalos átírt | Hangul (magyaros)          | Nem    | Ügynökség-kiadó                    | Feloszlott |
| --------------- | -------------------------- | ------ | ---------------------------------- | ---------- |
| Sechs Kies      | 젝스 키스 (Csekszu khiszu) | férfi  | DSP Media YG Entertainment (2016–) | (2000)     |
| Diva            | 디바 (Tiba)                | nő     | N/A                                | 2005       |
| NRG             | 엔알지 (Enerdzsi)          | férfi  | Music Factory                      | 2005       |
| S.E.S.          | 에스이에스 (Eszuieszu)     | nő     | S.M. Entertainment                 | 2002       |
| Baby V.O.X.     | 베이비 복스 (Peibi pokszu) | nő     | DR Music                           | 2006       |
| Jinusean        | 지누션 (Csinuszjon)        | férfi  | YG Entertainment                   | –          |
| Uptown          | 업타운 (Opthaun)           | vegyes | N/A                                | –          |

## 1998

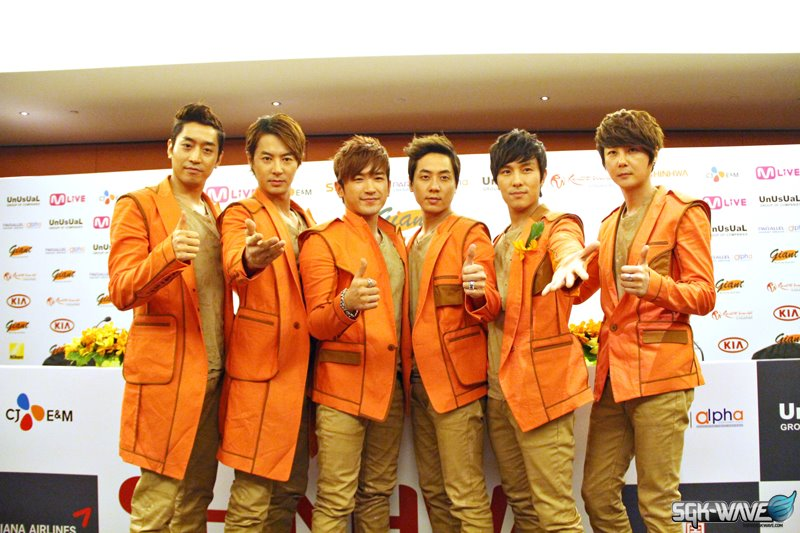
Shinhwa

| Név             | Név                      | Nem    | Ügynökség-kiadó                | Feloszlott |
| Hivatalos átírt | Hangul (magyaros)        | Nem    | Ügynökség-kiadó                | Feloszlott |
| --------------- | ------------------------ | ------ | ------------------------------ | ---------- |
| Shinhwa         | 신화 (Szinhva)           | férfi  | S.M. Entertainment (1998–2003) | —          |
| Shinhwa         | 신화 (Szinhva)           | férfi  | Good Entertainment (2004–2008) | —          |
| Shinhwa         | 신화 (Szinhva)           | férfi  | Shinhwa Company (2011–)        | —          |
| Fin.K.L.        | 핑클 (Phingkhul)         | nő     | DSP Media                      | 2002       |
| Han's Band      | 한스 밴드 (Hanszu pendu) | nő     | Haneum Entertainment           | 2003       |
| Circle          | 써클 (Sszokhul)          | nő     | N/A                            | 2000       |
| S#arp           | 샵 (Szjap)               | vegyes | World Music Entertainment      | 2002       |
| Koyote          | 코요태 (Khojothe)        | vegyes | Trifecta Entertainment         | —          |
| 1TYM            | 원타임 (Vonthaim)        | férfi  | YG Entertainment               | —          |

## 1999

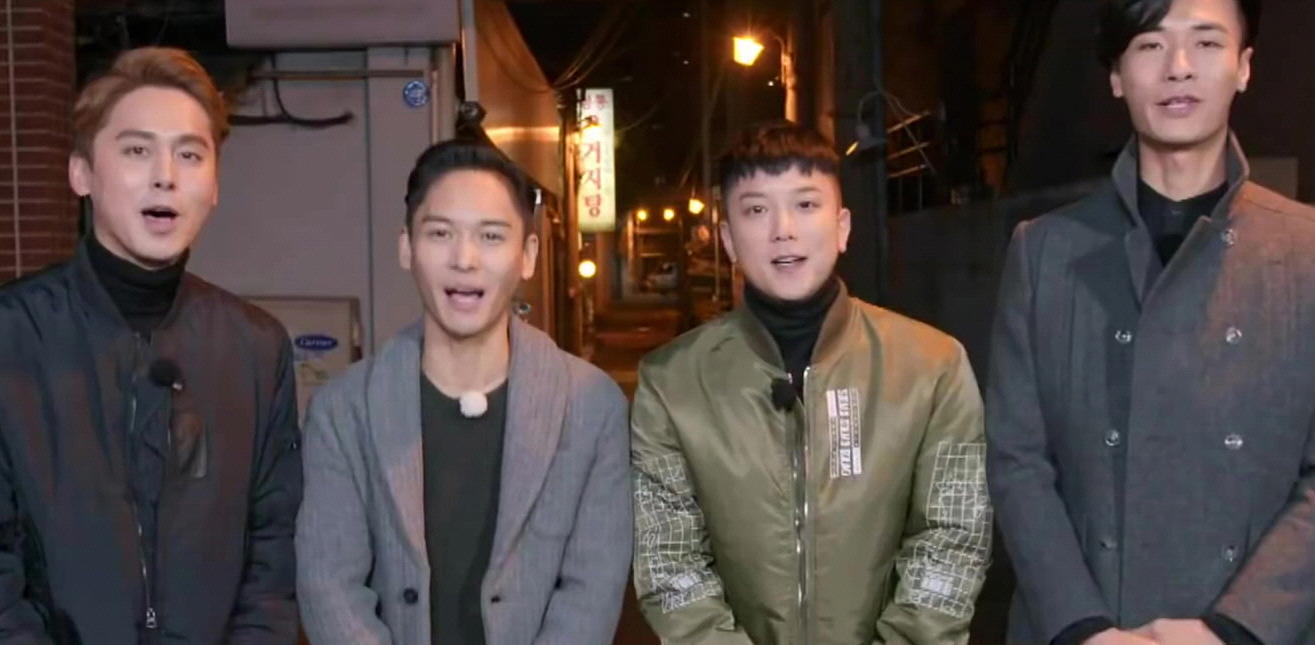
Click-B

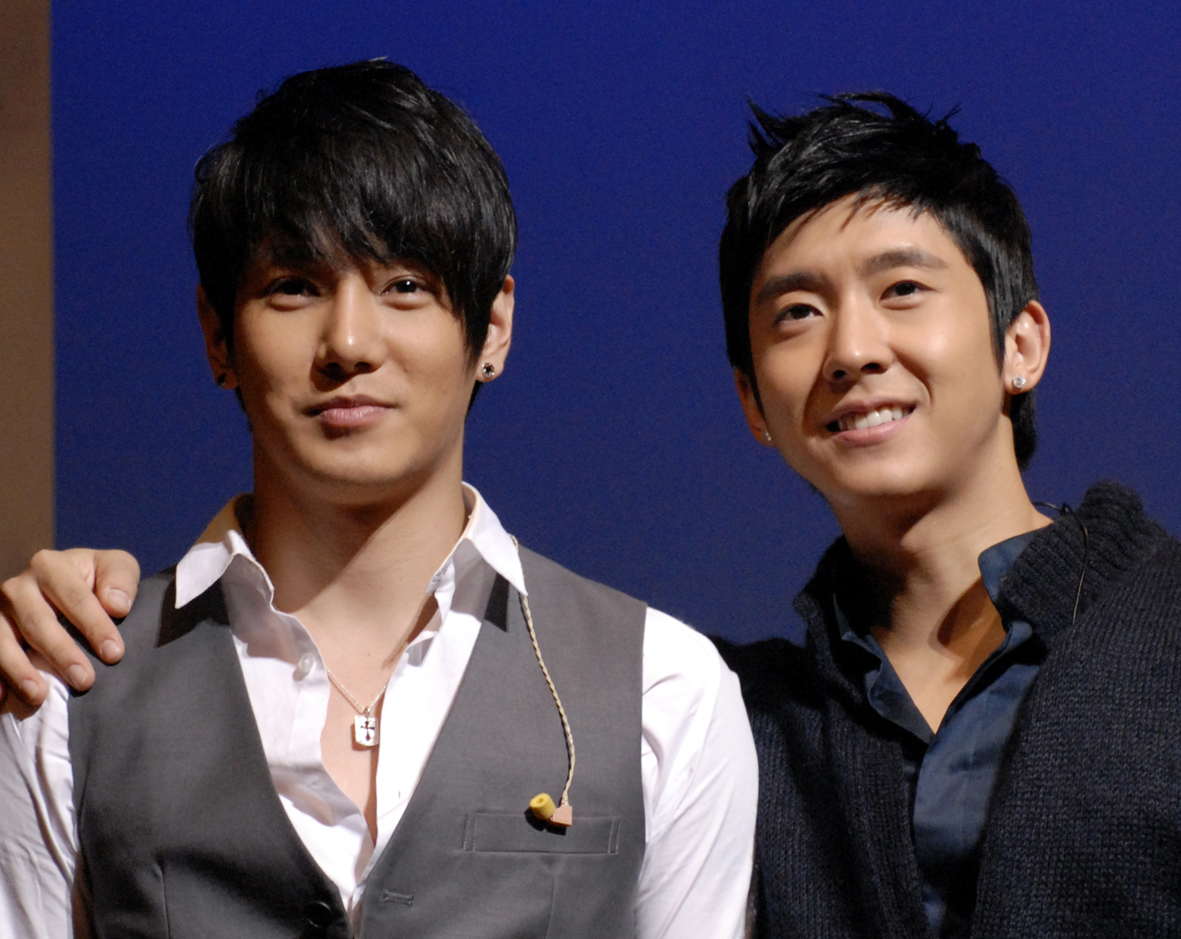
Fly to the Sky

| Név             | Név                                          | Nem   | Ügynökség-kiadó                   | Feloszlott |
| Hivatalos átírt | Hangul (magyaros)                            | Nem   | Ügynökség-kiadó                   | Feloszlott |
| --------------- | -------------------------------------------- | ----- | --------------------------------- | ---------- |
| g.o.d.          | 지오디 (Csiodi)\|                            | férfi | JYP Entertainment SidusHQ (2014–) | (2006)     |
| O-24            | 오투포 (Othupho)                             | nő    | N/A                               | 2000       |
| Cleo            | 클레오 (Khulleo)                             | nő    | Ho Entertainment                  | 2004       |
| See U           | 씨유 (Ssziju)                                | nő    | DongA Planning                    | 2000       |
| T.T.MA          | 티티마 (Thithima)                            | nő    | Music Factory                     | 2002       |
| Click-B         | 클릭비 (Khullikpi)                           | férfi | DSP Media                         | (2006)     |
| As One          | 애즈 원 (Edzsu von)                          | nő    | Rock Records (1999–2004)          | —          |
| As One          | 애즈 원 (Edzsu von)                          | nő    | EMI Korea                         | —          |
| Chakra          | 샤크라 (Szjakhura)                           | nő    | Kiss Entertainment                | 2006       |
| Fly to the Sky  | 플라이 투 더 스카이 (Phullai thu to szukhai) | férfi | S.M. Entertainment (1999–2005)    | –          |
| Fly to the Sky  | 플라이 투 더 스카이 (Phullai thu to szukhai) | férfi | PFull Entertainment (2005–2009)   | –          |